# Ingolfiellidae
Ingolfiellidae es una familia de crustaceos anfípodos de agua dulce. Sus 48 especies se distribuyen por todo el mundo.

## Clasificación
Se reconocen los siguientes géneros:
- Ingolfiella Hansen, 1903
- Proleleupia Vonk & Schram, 2003
- Rapaleleupia Vonk & Schram, 2007
- Stygobarnardia Ruffo, 1985
- Trogloleleupia Ruffo, 1974